# زمین‌لرزه نوامبر ۲۰۰۷ شیلی
زمین‌لرزه شیلی  در تاریخ ۱۴ نوامبر ۲۰۰۷ میلادی، برابر با ‎۲۳ آبان ۱۳۸۶، ساعت ۱۵:۴۰:۵۰ به زمان یوتی‌سی در شیلی رخ داد. ژرفای این زلزله ۴۰ کیلومتر بود، و بزرگی آن ۷٫۷ در مقیاس Mw اعلام شده‌است. زمین‌لرزه به وقت محلی در روز چهارشنبه، ساعت ۱۱ روی داده و منطقه زمانی آن یوتی‌سی -۴ بوده‌است (با لحاظ تغییر ساعت تابستانی).
سازمان زمین‌شناسی آمریکا نیز رومرکز این زمین‌لرزه را در مختصات ۲۲°۱۴′۴۹″جنوبی ۶۹°۵۳′۲۴″غربی / ۲۲٫۲۴۷°جنوبی ۶۹٫۸۹°غربی و ژرفای آنرا در ۴۰ کیلومتر گزارش کرده‌است. بزرگی برگزیدهٔ این سازمان از میان بزرگیهای محاسبه‌شدهٔ مختلف ۷٫۷ در مقیاس Mw بوده و از دید اثر، در میان چهار دسته‌بندی «نامحسوس»، «محسوس»، «زیان‌آور» یا «با تلفات»، زلزله را «با تلفات» اعلام کرده‌است.چندین هزار ساختمان در زمین‌لرزه آسیب دیده یا خراب شده‌است.سونامی نیز در این زلزله گزارش شده‌است.
پروژهٔ «تنسور گشتاور مرکزوار» زاویه‌های (راستا، شیب، ریک) گسل سازندهٔ زمین‌لرزه و صفحه عمود بر آنرا (°۳۵۸، °۲۰، °۹۸) یا (°۱۷۰، °۷۱، °۸۷) و نوع گسل را «معکوس» فرارسانده‌است.
شمار کشتگان زلزله حدود ۲ نفر بوده‌است.تعداد زخمیان ۶۵ نفر برآورده شده‌است.بی‌خانمان شدگان نیز ۱۵۰۰۰ نفر اعلام شده‌است.